# Nahverkehr in Münster
→Der Nahverkehr in Münster umfasst ein Nahverkehrsnetz, welches überwiegend aus Stadt- und Regionalbuslinien sowie Regionalbahn- und Regionalexpresslinien besteht, welche im Stadtgebiet von Münster mehrere Bahnhöfe und Haltepunkt besitzen. Ein schienengebundener Stadtverkehr etwa durch U-Bahnen, Straßen- und Stadtbahnen oder S-Bahnen existiert in Münster nicht, womit hier die einwohnerstärkste deutsche Kommune ohne entsprechendes Angebot besteht. Es fuhr in Münster eine Straßenbahn, die jedoch komplett eingestellt und zurückgebaut wurde. Münster liegt im Verbundgebiet des Westfalentarifes. Neben dem öffentlichen Nahverkehr und dem motorisierten Individualverkehr hat die Alltagsmobilität per Fahrrad eine erhebliche Bedeutung, weshalb Münster umgangssprachlich auch als die „Fahrradhauptstadt Deutschlands“ bezeichnet wird.

Logo der Verkehrsgemeinschaft Münsterland

Logo des WestfalenTarifs

## Stadt- und Regionalbusverkehr

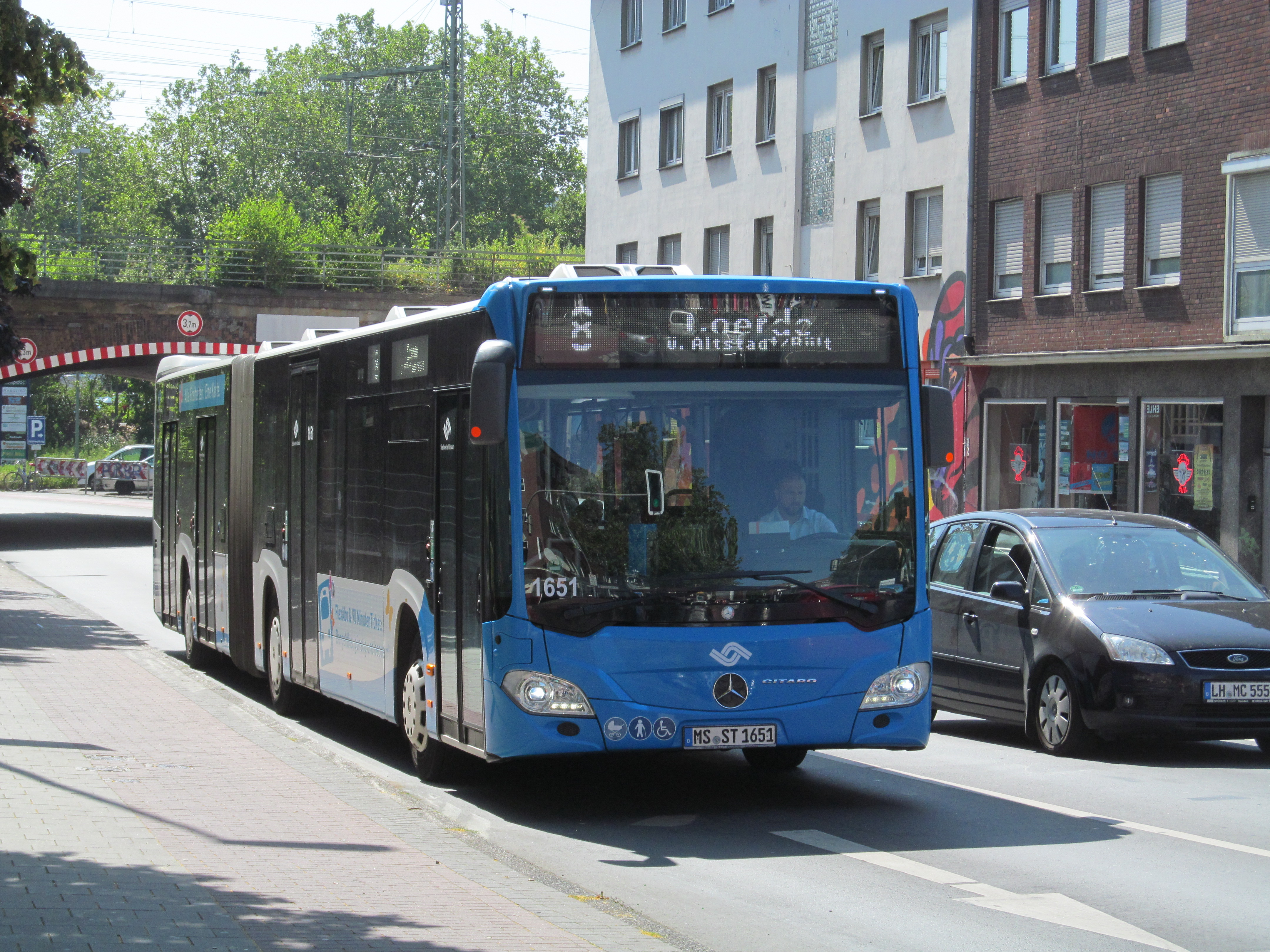
Ein Bus der Stadtwerke Münster

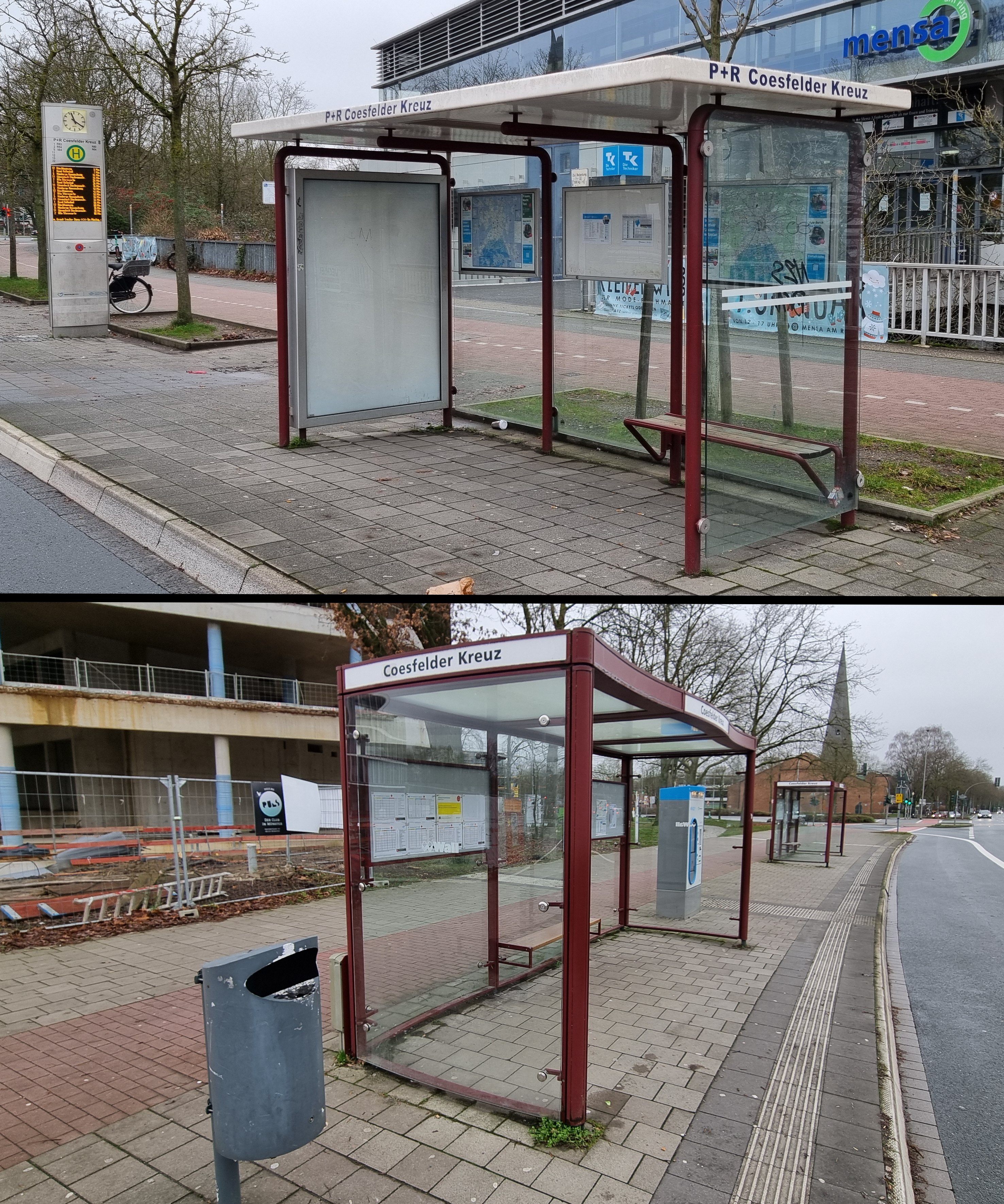
Verschiedene ältere Modelle von Bushaltestellen-Häuschen am Coesfelder Kreuz. Ab Januar 2024 sollen in Münster alle Wartehäuschen durch neue klimaneutrale Bushaltestellen-Häuschen ersetzt werden.

### Stadtbuslinien
Der Busverkehr in Münster wird im Wesentlichen durch die Stadtwerke Münster GmbH, in Kooperation mit dem Regionalverkehr Münsterland GmbH (RVM) und der Westfalen Bus GmbH (WB) betrieben. Es gibt insgesamt 22 Stadtbuslinien, die teilweise mit Regionalbuslinien verknüpft sind (Linien 7 und 22) und teilweise mehrere Äste bedienen (Linien 2, 3, 4, 5, 6, 9, 10 und 22).
Bis auf die Linien 18, 19 und 20 sowie die Ringlinien 33 und 34 fahren alle Linien über den Hauptbahnhof, der zentraler Umstiegspunkt ist.
Im Schülerverkehr fahren einige Zusatzbusse (gekennzeichnet mit einem E vor der Liniennummer) andere Wege als üblich. So fährt die E5 beispielsweise über die Steinfurter Straße oder die E8 über den Prinzipalmarkt.
| Linie | Linienverlauf | Takt Mo–Fr                                  | Takt Sa          | Takt So bis 13 Uhr | Takt So ab 13 Uhr |
| ----- | --- | ------------------------------------------- | ---------------- | ------------------ | ----------------- |
| 1     | Amelsbüren – Hiltrup – Hauptbahnhof – Bült – Roxel                                                                 | 20 min                                      | 30 min           | 60 min             | 30 min            |
| 2     | Alte Sternwarte – Aegidiimarkt – Hauptbahnhof – Mauritz Mitte weiter nur Mo–Fr: (– Mariendorf – Handorf Kaserne)   | 30 min                                      | 30 min           | 60 min             | 30 min            |
| 4     | Clemenshospital – Aegidiimarkt – Hauptbahnhof – Hacklenburg                                                        | 20 min                                      | 20 min           | 30 min             | 30 min            |
| 4     | Hacklenburg – Mariendorf – Sudmühle – Hessenbusch                                                                  | 60 min                                      | –                | –                  | –                 |
| 4     | Hacklenburg – Mariendorf – Sudmühle – Waldfriedhof Lauheide                                                        | 60 min                                      | 60 min           | 60 min             | 60 min            |
| 4     | Hacklenburg – Rudolf-Diesel-Straße – Hessenbusch                                                                   | 20/40 min                                   | 20/40 min        | 60 min             | 60 min            |
| 4     | Hessenbusch – Gelmer                                                                                               | 20 min                                      | 20/40 min        | 60 min             | 60 min            |
| 5     | Hiltrup – Berg Fidel – Hauptbahnhof – Bült – Gievenbeck – Nienberge                                                | 20 min                                      | 20 min           | 60 min             | 30 min            |
| 6     | Hiltrup – Angelmodde (West) – Gremmendorf – Hauptbahnhof – Coerde                                                  | 20 min                                      | 30 min           | 60 min             | 30 min            |
| E6    | Loddenheide Friedenspark – Hauptbahnhof                                                                            | 20 min zur HVZ in Lastrichtung              | –                | –                  | –                 |
| 7     | (Linie R41 Ottmarsbocholt –) Kriegerweg – Hauptbahnhof (– Linien R72, R73 Nienberge – Altenberge – Steinfurt)      | 20 min                                      | 20/40 bis 20 min | 60 min             | 60 min            |
| 8     | Wolbeck – Angelmodde (Ost) – Gremmendorf – Hauptbahnhof – Bült – Coerde                                            | 20 min                                      | 30 min           | 60 min             | 60 min            |
| 9     | Hiltrup – Hauptbahnhof – Bült – Kinderhaus                                                                         | 20 min (Schule) 30 min (Ferien)             | 30 min           | 60 min             | 30 min            |
| 9     | Kinderhaus – Sprakel                                                                                               | 20 bis 60 min                               | 30 bis 60 min    | –                  | –                 |
| 10    | Mecklenbeck Waldweg – Mecklenbeck Bf                                                                               | 60 min                                      | 60 min           | –                  | 60 min            |
| 10    | Mecklenbeck Meckmannweg – Mecklenbeck Bf                                                                           | 60 min                                      | 60 min           | 60 min             | 60 min            |
| 10    | Mecklenbeck Bf – Aaseestadt – Aegidiimarkt – Hauptbahnhof – Mauritz Mitte – Handorf                                | 30 min                                      | 30 min           | 60 min             | 30 min            |
| 11    | Mauritz Tannenhof – Hauptbahnhof – Aegidiimarkt – Gievenbeck Dieckmannstraße                                       | 20 min                                      | 20 min           | 30 min             | 30 min            |
| 12    | Hauptbahnhof – Aegidiimarkt – Gievenbeck Rüschhausweg                                                              | 20 min                                      | 20 min           | –                  | –                 |
| 13    | Hauptbahnhof – Aegidiimarkt – Technologiepark                                                                      | 20 min (nur an Schultagen)                  | –                | –                  | –                 |
| 14    | Maikottenweg – Hauptbahnhof                                                                                        | 30 min                                      | 30 min           | 1 Fahrt            | 30 min            |
| 14    | Hauptbahnhof – Aegidiimarkt – Zoo                                                                                  | 30 min                                      | 30 min           | 30 min             | 30 min            |
| 15    | Albachten – Mecklenbeck – Geistviertel – Hauptbahnhof – Bült – Kinderhaus Brüningheide                             | 20 min                                      | 30 min           | 60 min             | 30 min            |
| 16    | Mecklenbeck – Geistviertel – Hauptbahnhof – Bült – Kinderhaus Brüningheide                                         | 20 min                                      | 30 min           | 60 min             | 30 min            |
| 17    | Kinderhaus Schulzentrum – Zentrum Nord – Hauptbahnhof weiter nur Mo–Fr: (– Loddenheide Krögerweg)                  | 30 min                                      | 30 min           | 60 min             | 30 min            |
| 18    | Wolbeck – Hiltrup – Amelsbüren – Alexianer Campus                                                                  | 60 min                                      | –                | –                  | –                 |
| 19    | Kinderhaus – Sprakel – Coerde weiter nur Mo–Fr: (– Mariendorf – Sudmühle – Waldfriedhof Lauheide)                  | 60 min                                      | 60 min           | 60 min             | 60 min            |
| 20    | Albachten – Roxel – Mecklenbeck                                                                                    | 60 min                                      | –                | –                  | –                 |
| 22    | (Linien R22, R32 Sendenhorst – Wolbeck –) Hauptbahnhof – Aegidiimarkt – Gievenbeck Heekweg                         | 10 min (Früh-HVZ Hbf → Aegidiimarkt) 20 min | –                | –                  | –                 |
| 33    | Hafenstr. – St. Franziskus Hospital – Coesfelder Kreuz – Kolde-Ring – Hafenstr. (Ringlinie entgegen Uhrzeigersinn) | 20 min                                      | 20 min           | 30 min             | 30 min            |
| 34    | Hafenstr. – Kolde-Ring – Coesfelder Kreuz – St. Franziskus Hospital – Hafenstr. (Ringlinie im Uhrzeigersinn)       | 20 min                                      | 20 min           | 30 min             | 30 min            |

Quelle: 

### Nachtbuslinien
Der Nachtverkehr fährt Werktags von 21 bis 1 Uhr und in den Wochenendnächten von 21 bis 8 Uhr im 30-Minuten-Takt, wobei nach Mitternacht auf einen Stundentakt ausgedünnt wird (samstags ab 6 Uhr wieder Halbstundentakt). Die sechs Linien treffen sich nach dem Rendezvous-Prinzip am Hauptbahnhof und fahren gemeinsam ab. Ergänzt wird der Nachtverkehr durch Taxibusse in den Außengebieten.
- N80 Hauptbahnhof – Gievenbeck – Roxel
- N81 Hiltrup Ost – Grüner Grund – Hauptbahnhof – Kinderhaus
- N82 Amelsbüren – Hiltrup – Hauptbahnhof – Coerde – Rudolf-Diesel-Straße
- N83 Mecklenbeck – Aaseestadt – Hauptbahnhof – St. Mauritz – Handorf
- N84 Albachten – Mecklenbeck – Hauptbahnhof – Wolbecker Straße – Tannenhof
- N85 Wolbeck – Angelmodde (Abwechselnd Ost/West) –  Gremmendorf – Hauptbahnhof – Gievenbeck – Nienberge

### Taxibuslinien (Auswahl)
Quellen: 
- T1 Alexianer Werkstätten – Bahnhof Amelsbüren
- T5 Glasuritstraße – Friedhof Hohe Ward
- T8 Gremendorfer Weg – Zeisigweg – Delstrup
- T9 Lärchenweg – Ringstraße
- T10 Roxel – Mecklenbecker Straße

### Schnellbuslinien
Auf 7 Schnellbuslinien fahren Busse zu weiter entfernt liegenden Zielen im Münsterland.
- S20 Münster – Everswinkel – Freckenhorst – Warendorf
- S30 Münster – Albersloh – Sendenhorst – Beckum
- S50 Münster – Flughafen Münster/Osnabrück – Ibbenbüren
- S60 Münster – Nottuln
- S70/71 Münster – Laer – Schöppingen – Heek – Ahaus – Vreden (– R71 Winterswijk)
- S75 Münster – Borken – Rhede - Bocholt
- S90 Münster – Senden – Lüdinghausen

### Expressbuslinien
Seit dem 17. August 2020 fährt die neue Linie X90 als sogenannte Expressbuslinie zusätzlich zur bereits existierenden S90 zwischen Münster, Senden, Lüdinghausen und Olfen. Da der Expressbus weniger Haltestellen anfährt, wird die Fahrtzeit im Vergleich zum Schnellbus erheblich reduziert. Ziel der neuen Expressbuslinien ist, ein besonders schnelles und modernes Nahverkehrssystem zu bilden, sodass weniger Menschen motorisierten Individualverkehr nutzen.

### Regionalbuslinien
- R11 Münster – Telgte – Warendorf
- R13 Münster – Telgte – Westbevern – Ostbevern
- R22 Münster – Wolbeck – Alverskirchen – Everswinkel (– R23 Freckenhorst – Warendorf) (Im Stadtgebiet Münster als Linie 22 oder zeitweise Linie 12)
- R32 Münster – Wolbeck – Albersloh – Sendenhorst (– R33 Ennigerloh) (im Stadtgebiet Münster als Linie 22 oder zeitweise als Linie 12)
- R41 Münster – Ottmarsbocholt (im Stadtgebiet Münster als Linie 7)
- R51 Münster – Coerde – Greven – Flughafen Münster/Osnabrück – Ladbergen – Lengerich
- R63 Münster – Roxel – Nottuln (– R62 Coesfeld)
- R64 Münster – Roxel – Hohenholte – Havixbeck
- R72 Münster – Nienberge – Altenberge
- R73 Münster – Nienberge – Altenberge – Nordwalde – Burgsteinfurt

Die Busse in die Region (sowohl Regio- als auch Schnellbusse) fahren überwiegend einmal in der Stunde. Eine Ausnahme bilden die Linien S90/92 (alle 30 min) und R72/73 (zusammen alle 20 min, an die Linie 7 angepasst).

## Regionalzüge
Beleg:

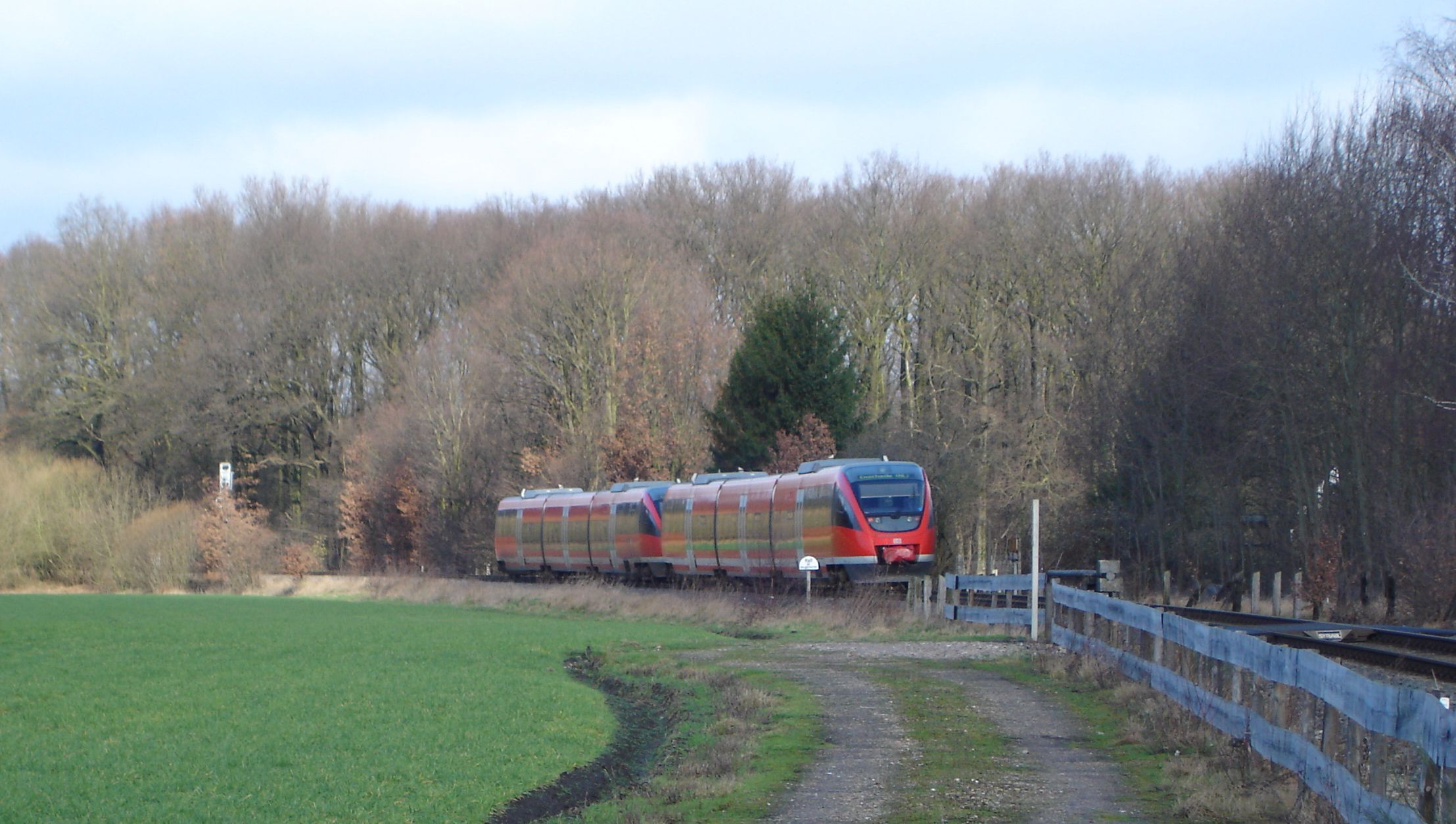
Euregio-Bahn (RB64) in der Nähe des Bahnhofs Zentrum Nord

Der Münsteraner Hauptbahnhof ist der größte Umstiegsknoten im Regionalverkehr des Münsterlandes. Züge fahren von/nach Münster in 8 verschiedene Richtungen. Die meisten davon werden stündlich mit Regionalbahnen bedient.
Nur auf den Achsen nach Hamm, Rheine, Osnabrück und Essen findet eine Bedienung durch Expresslinien statt.

### Regionalexpresslinien
- RE 2 Osnabrück Hbf – Münster (Westf) Hbf – Recklinghausen Hbf – Essen Hbf – Duisburg Hbf – Düsseldorf Hbf (Rhein-Haard-Express)
- RE 7 Rheine – Münster (Westf) – Hamm Hbf – Wuppertal Hbf – Köln Hbf – Krefeld (Rhein-Münsterland-Express)
- RE 15 Emden Hbf – Rheine – Münster (Westf) Hbf (Emsland-Express)
- RE 42 Münster (Westf) Hbf – Recklinghausen Hbf – Essen Hbf – Duisburg Hbf – Krefeld – Mönchengladbach Hbf (Niers-Haard-Express)

### Regionalbahn
- RB 50 Dortmund Hbf – Münster (Westf) Hbf
- RB 63 Coesfeld – Münster (Westf) Hbf – Münster Zentrum Nord
- RB 64 Münster (Westf) Hbf – Steinfurt – Gronau – Enschede (NL)
- RB 65 Rheine – Münster (Westf) Hbf
- RB 66 Osnabrück Hbf – Münster (Westf) Hbf
- RB 67 Münster (Westf) Hbf – Warendorf – Bielefeld Hbf
- RB 69/RB 89 Münster (Westf) Hbf – Hamm Hbf – Bielefeld/Warburg (Westf)

## Bahnhöfe

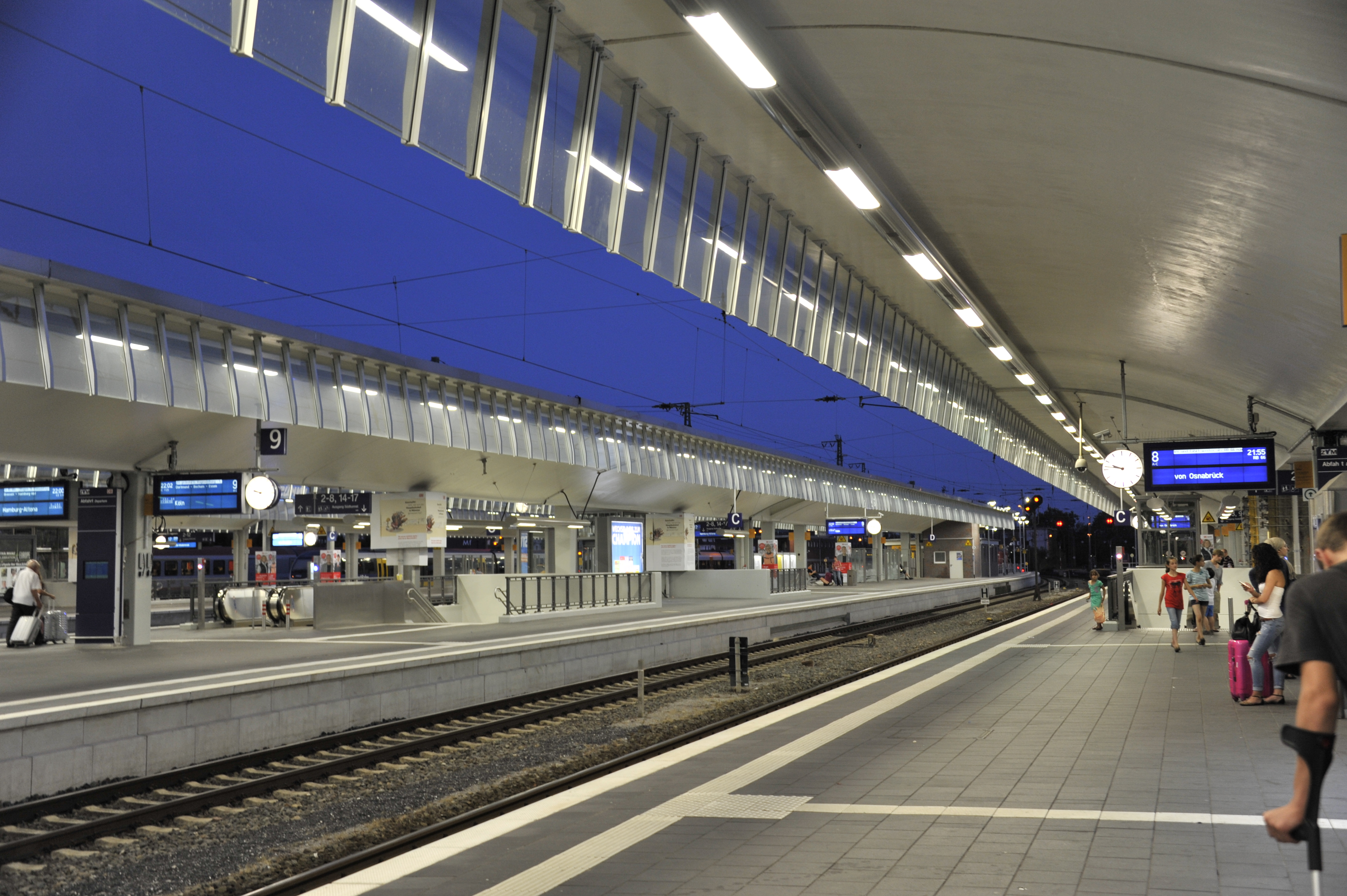
Der Hauptbahnhof von Münster nach der Sanierung und dem barrierefreien Umbau

Neben dem Hauptbahnhof befinden sich in Münster die Bahnhöfe/Haltepunkte Münster-Zentrum Nord, Münster-Häger, Münster-Hiltrup, Münster-Albachten, Münster-Mecklenbeck, Münster-Amelsbüren, Münster-Roxel und Münster-Sprakel.

## Park and Ride
In Münster befinden sich Park-and-Ride-Anlagen an den Bahnhöfen Zentrum Nord, Häger, Albachten und Hiltrup sowie an einigen Bushaltestellen im Stadtgebiet.

## Bike and ride

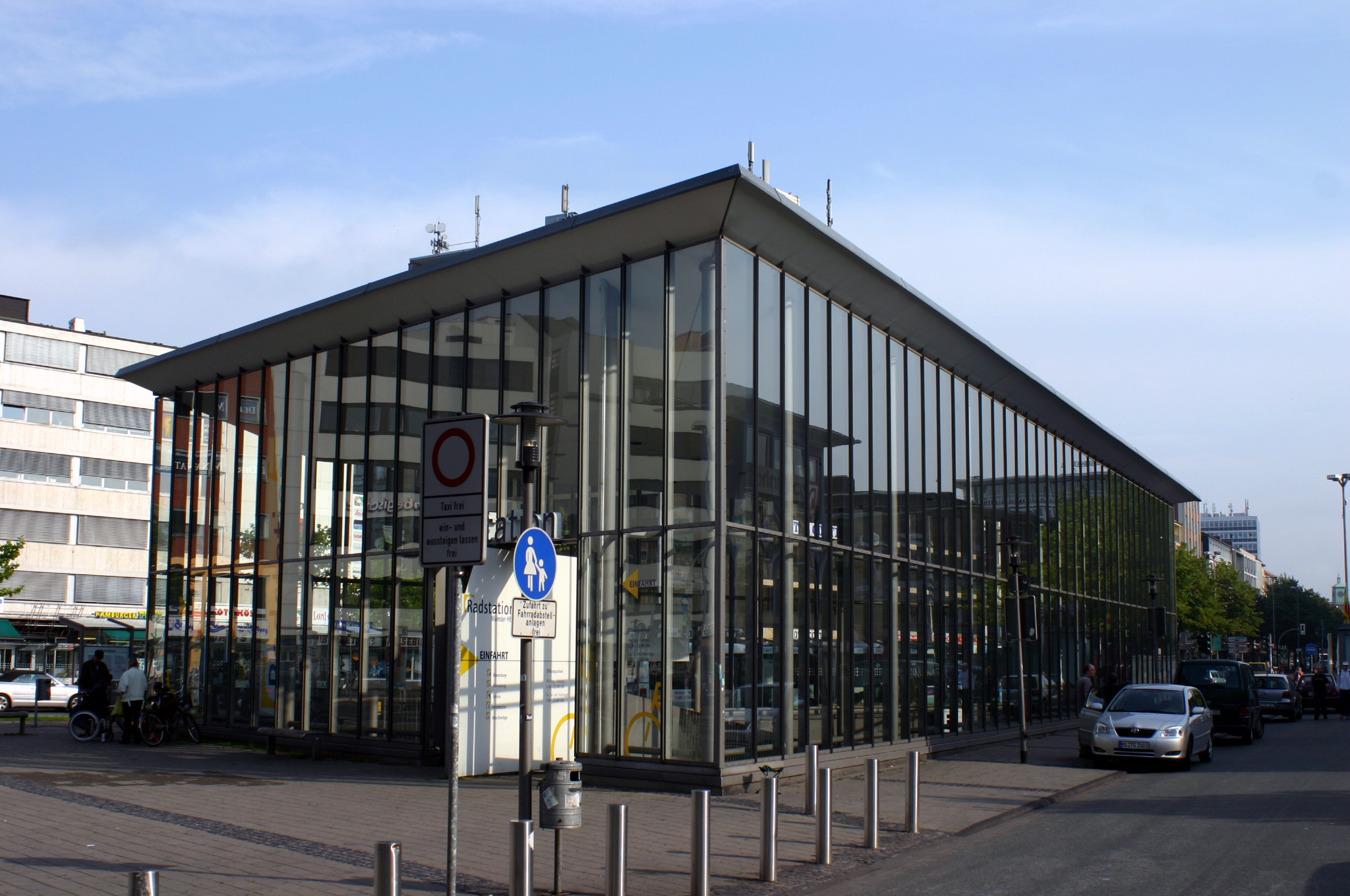
Fahrradstation Münster (Westfalen) Hauptbahnhof

Neben der Fahrradstation am Hauptbahnhof, in welcher sich auch eine Fahrradwerkstatt befindet und Fahrradverleih angeboten wird, befinden sich an zahlreichen Bushaltestellen sowie an den Bahnhöfen Zentrum Nord, Häger, Albachten, Hiltrup, Sprakel und Roxel Bike-and-ride-Anlagen für Fahrradfahrer.

## Nahverkehrstarife
Die Stadt Münster lag im Verbundgebiet der Verkehrsgemeinschaft Münsterland (VGM), neben der Stadt Münster gehören die Landkreise Steinfurt, Borken, Coesfeld und Warendorf zu den Gesellschaftern. Zum 1. August 2017 ging der Tarif der VGM im Westfalentarif auf, die neu gegründete Westfalentarif GmbH hat ihren Verwaltungssitz in Bielefeld. Der Westfalentarif ist ein Zusammenschluss der Verkehrsgemeinschaft Münsterland sowie des Tarifes der Verkehrsgemeinschaft Ruhr-Lippe, der Verkehrsgemeinschaft Westfalen-Süd, des Verkehrsverbundes Paderborn-Höxter sowie der OWL-Verkehrsgesellschaft, die rechtlich gesehen weiterhin als Gesellschafter tätig sind. Der im Jahr 2017 neu gegründete Westfalentarif hat zwar keinen Einfluss auf den bereits seit längerer Zeit bestehenden NRW-Tarif, jedoch ist seit der Umstellung auf manchen Strecken anstatt einer NRW-Tarif-Fahrkarte eine Fahrkarte des Westfalentarifs erforderlich, welche etwas günstiger ist. In Münster sind darüber hinaus die Zeitkarten Schöner-Tag NRW und Schöne-Fahrt NRW in allen Verkehrsmitteln sowie das Quer-durchs-Land-Ticket im Eisenbahnnahverkehr gültig.

## Anschluss an den Fernverkehr
- Im Hauptbahnhof kann man in die Züge des Fernverkehrs ein- und umsteigen.
- Ferner befindet sich in fußläufiger Entfernung des Hauptbahnhofs eine Fernbushaltestelle.
- Der Flughafen Münster Osnabrück ist per Regionalbus erreichbar.
- Es verkehren keine Fähren im Fernverkehr auf dem Wasser, der Hafen dient nur dem Güterverkehr sowie dem Ausflugsverkehr.

## Zukunft

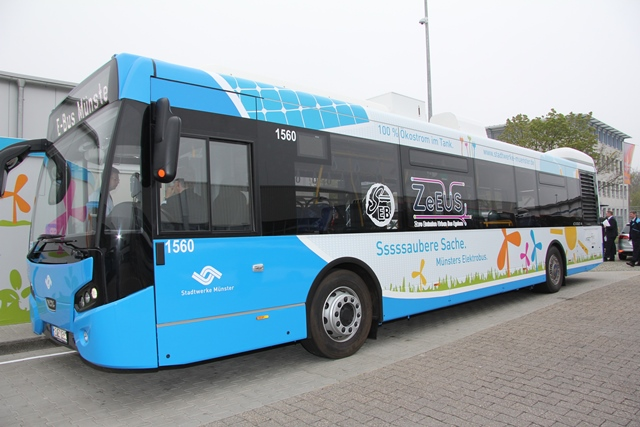
Einer der ersten E-Busse der Stadtwerke Münster

### Elektrobusse
Die Stadtwerke Münster verfolgen seit einigen Jahren eine Strategie, um den Einsatz elektrisch angetriebener Busse in Münster zu verstärken. Diese wird über das EU-weite Forschungsprojekt ZeEUS (Zero Emission Urban Bus System) gefördert. Im Jahre 2015 wurden so die ersten E-Busse in Münster eingesetzt. Bis zum Jahre 2030 sollen 100 Elektrobusse auf den Stadtbuslinien verkehren.

### S-Bahn Münsterland
Am 2. Dezember 2019 wurde im Rahmen des Projekts „Mobiles Münsterland“ ein Konzept für eine S-Bahn Münsterland vorgestellt, das bis 2030 fertiggestellt werden soll. Das Konzept sieht auf allen Münster verlassenden Bahntrassen eine Bedienung durch eine halbstündige S-Bahn/Regionalbahn und eine stündliche Expresslinie vor. Dazu sollen in Münster fünf neue Halte an bestehenden Strecken entstehen, sowie die Bahntrasse Münster–Sendenhorst reaktiviert werden, was mit sieben weiteren neuen Stationen einherginge.
Darüber hinaus stärken die Stadtwerke Münster den Busverkehr zunehmend mit jedem Fahrplanwechsel. Besonderheit des kommenden Fahrplanwechsels ist die feste Einführung zusätzlicher Busse in Herbst und Winter, welche bisher nur spontan eingesetzt wurden.